# SpaceShipOne
Das SpaceShipOne (auch Scaled Model 316) war ein Experimentalflugzeug mit Raketentriebwerk des Unternehmens Scaled Composites für den ersten nichtstaatlichen bemannten, suborbitalen Raumflug bis etwa 100 Kilometer Höhe. Das Projekt ging aus dem Ansari X-Prize hervor und war Vorläufer des Raumflugzeugtyps SpaceShipTwo.

## Geschichte und Einsatz
Das Raumflugzeug wurde von dem Unternehmen Scaled Composites im Rahmen des Projekts Tier One entwickelt, um den Wettbewerb Ansari X-Prize der X-Prize Foundation für sich entscheiden zu können. Dieser stellte zehn Millionen Dollar für denjenigen in Aussicht, der als Erster mit einem Fluggerät neben dem Piloten zwei Personen oder entsprechenden Ballast in eine Höhe von mehr als 100 Kilometern befördern und dies mit demselben Fluggerät innerhalb von 14 Tagen wiederholen würde. Entwickler des Flugzeuges war Burt Rutan. Finanziert wurde das Projekt von Paul Allen, einem Mitbegründer von Microsoft.
Der Erstflug der Maschine fand am 20. Mai 2003 statt, wobei sie während des ganzen Fluges noch fest mit dem Trägerflugzeug verbunden blieb. Der erste Gleitflug folgte am 27. August 2003, der Erstflug mit Triebwerk am 17. Dezember 2003, bei dem Mach 1 überschritten wurde. Damit durchbrach das SpaceShipOne als erstes Flugzeug eines Privatunternehmens, das ohne öffentliche Mittel gebaut wurde, die Schallmauer. Am 8. April 2004 erteilte die Federal Aviation Administration eine für ein Jahr gültige Zulassung für das Flugzeug. Es wurde als nichteigenstartfähiges Segelflugzeug mit Hilfsantrieb zugelassen.

### Erster bemannter privater Weltraumflug

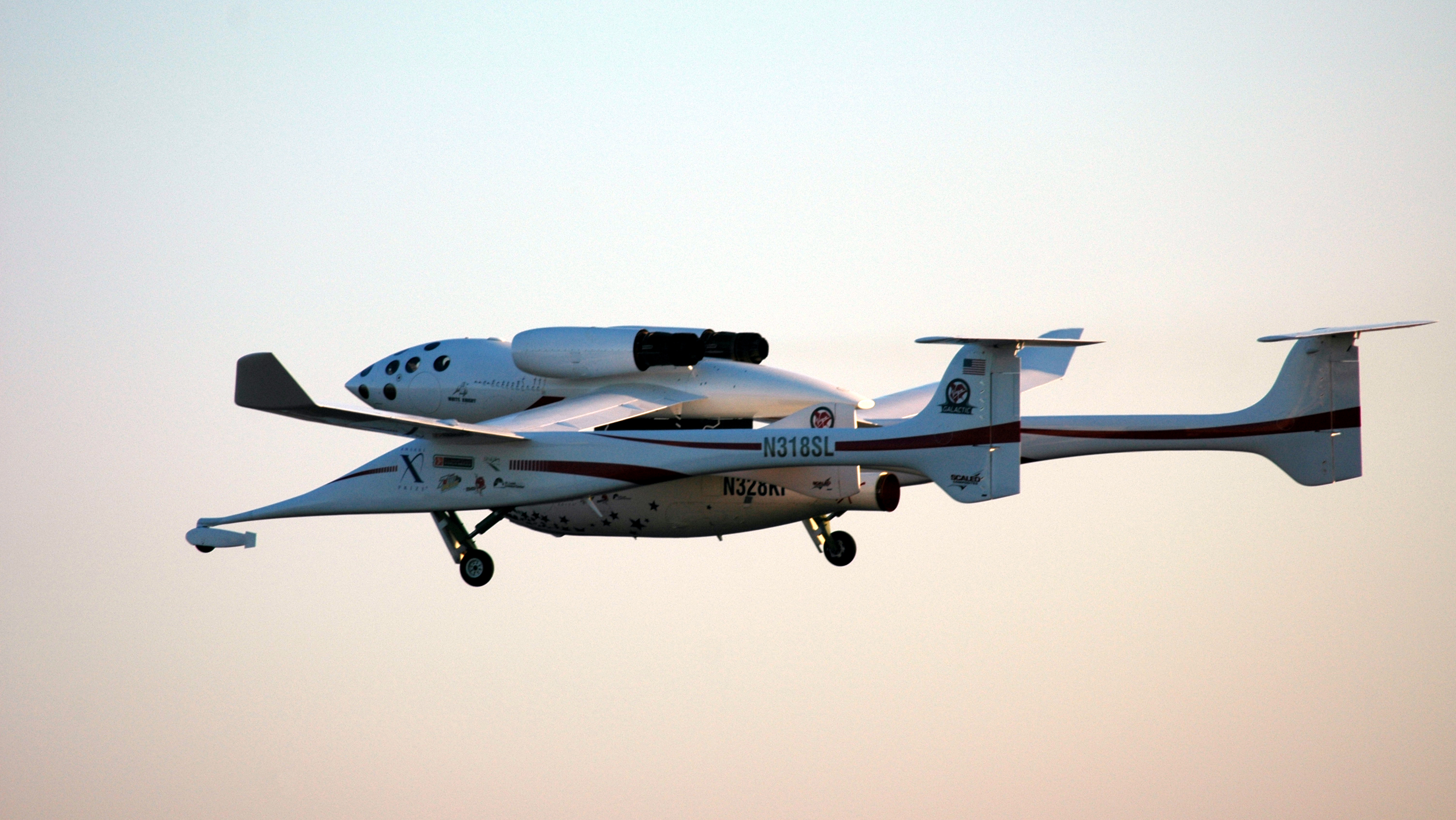
SpaceShipOne im Flug, 29. September 2004

Am 21. Juni 2004 startete das Trägerflugzeug White Knight um 15:47 Uhr MESZ (06:47 Uhr Ortszeit) vor den Augen tausender Zuschauer vom Mojave Air & Space Port in der gleichnamigen Wüste im US-Bundesstaat Kalifornien und brachte das SpaceShipOne zunächst auf eine Höhe von 14,3 Kilometern, wo es ausgeklinkt wurde. Daraufhin zündete der Pilot Michael Melvill den Raketenmotor, der das Flugzeug im Steigflug bis auf dreifache Schallgeschwindigkeit beschleunigen sollte, um dann im Parabelflug eine Flughöhe von rund 109 Kilometern zu erreichen.
Dabei traten allerdings einige technische Schwierigkeiten auf. So verformte sich ein Teil der Flugzeugverkleidung mit einem Knall, der auch vom Piloten wahrgenommen wurde. Es kam zu einem Fehler im Lagekontrollsystem, worauf das Flugzeug unkontrolliert zu rollen begann. Nach der Aktivierung eines Sicherheitssystems konnte die Flugbahn wieder stabilisiert werden, ohne dass ein kurzzeitig erwogener Flugabbruch durchgeführt werden musste. Da der Raketenantrieb nur für 76 statt der vorgesehenen 80 Sekunden gezündet wurde und das SpaceShipOne somit eine geringere als die geplante Geschwindigkeit erreichte, kam es von seinem Kurs ab und blieb unter der ursprünglich vorgesehenen Höhe.
Trotzdem wurde auf dem historischen Flug die Höhe von 100 Kilometern – die von der FAI definierte Grenze des Weltraums – knapp überschritten. Der Flug ist damit der erste private bemannte Weltraumflug in der Geschichte.
Nach dem Abschalten des Triebwerks in rund 55 Kilometern Höhe folgte das Raumschiff in rein ballistischem Flug einer Parabel, während dessen der Pilot für etwa dreieinhalb Minuten die Schwerelosigkeit erleben konnte.

### Ansari X-Prize
Am 29. September 2004 erreichte das Raumschiff eine Höhe von knapp über 100 Kilometern. Der Flug über der Mojave-Wüste in Kalifornien dauerte von 07:11 bis 08:39 Uhr PDT (14:11 bis 15:39 Uhr UTC). In einer Höhe von 14 Kilometern wurde das Flugzeug um 08:09 Uhr vom Trägerflugzeug ausgeklinkt.
Beim Aufstieg kam es zu kleineren Problemen, die sich in heftig rollenden Bewegungen des Flugzeugs äußerten. Laut der Aussagen des Piloten Michael Melvill waren diese möglicherweise auf einen Bedienungsfehler seinerseits zurückzuführen. Die Versorgung des Raketentriebwerks wurde daraufhin abgeschaltet – elf Sekunden früher als geplant. Durch den Impuls gewann das Flugzeug allerdings noch an Höhe und erreichte schließlich 102,9 Kilometer über dem Erdboden.
Durch den erfolgreichen zweiten Flug innerhalb einer Frist von zwei Wochen gewann das SpaceShipOne am 4. Oktober 2004 den Ansari X-Prize. Pilot beim zweiten Flug war Brian Binnie.

### Ausstellung

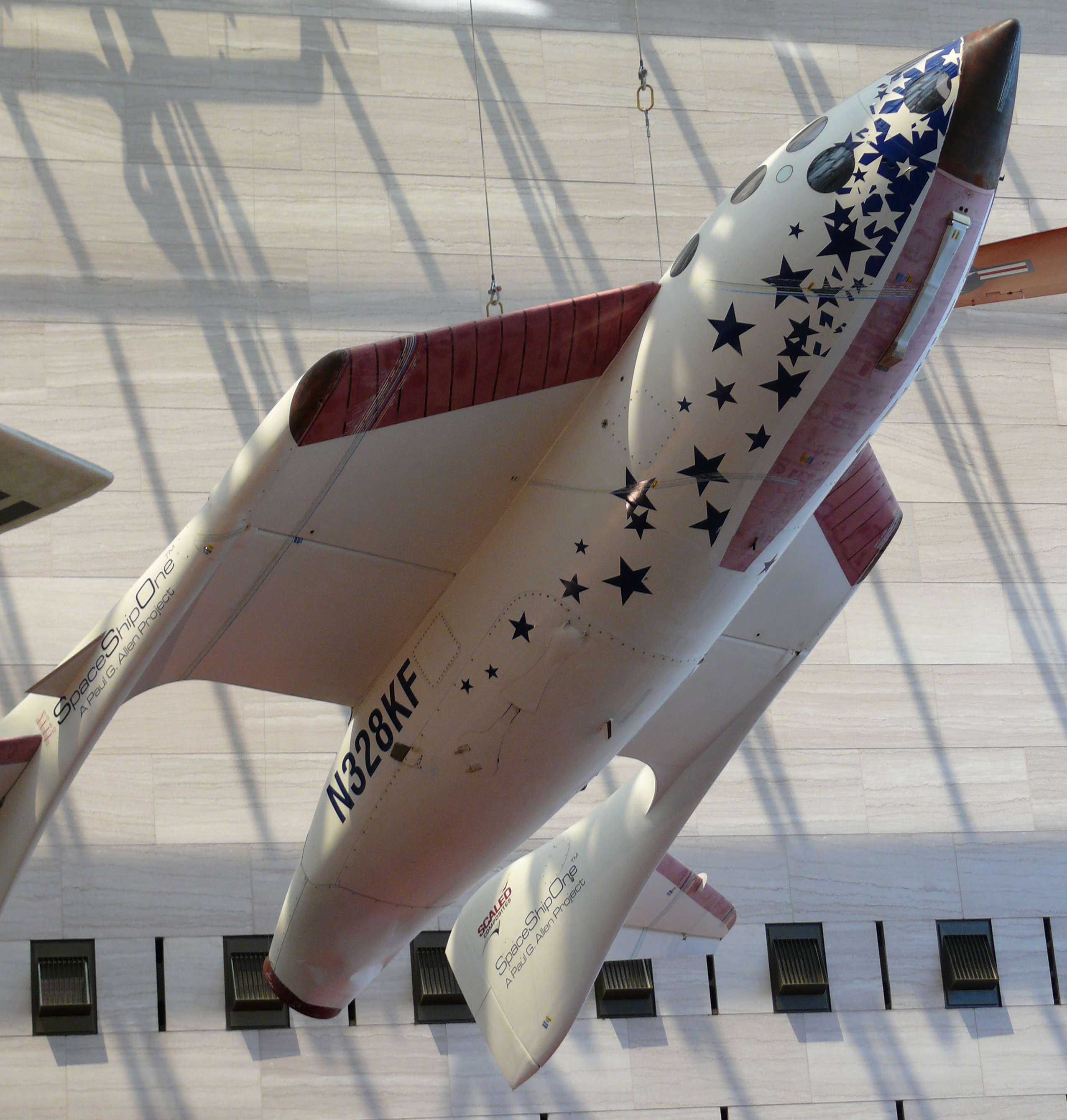
SpaceShipOne im National Air and Space Museum

Das SpaceShipOne ist im National Air and Space Museum in Washington, D.C. ausgestellt. Es hat damit seinen Ruheplatz im selben Gebäude wie auch schon Burt Rutans Voyager, John Glenns Mercury-Landekapsel und die Kommandokapsel von Apollo 11 gefunden.
Eine Kopie des SpaceShipOne hängt über einer Treppe im Google-Hauptquartier, dem Googleplex in Mountain View. Google-Mitbegründer Larry Page ist ein bekennender Weltraumfan.

### Kommerzielle suborbitale Raumflüge
Nach dem Erfolg des SpaceShipOne wurde SpaceShipTwo als Nachfolgemodell entwickelt, der wesentlich leistungsfähigere White Knight Two dient dabei als Trägerflugzeug. SpaceShipTwo ist für zwei Piloten und für bis zu sechs Passagiere ausgelegt. Das erste SpaceShipTwo-Exemplar – die VSS Enterprise – stürzte am  31. Oktober 2014 ab, ohne jemals den Weltraum erreicht zu haben; einer der Piloten kam dabei ums Leben. Mit der VSS Unity gelang schließlich am 13. Dezember 2018 ein erster Flug über die 50-Meilen-Marke (gut 80 km Höhe). Die Grenze von 100 km erreicht das SpaceShipTwo nicht.
Weiterhin besteht mit SpaceShipThree ein Konzept für suborbitale Punkt-zu-Punkt-Flüge, dessen Umsetzung jedoch fraglich ist.

## Technik
Das SpaceShipOne war nicht für Flüge in eine Erdumlaufbahn ausgelegt, da seine Maximalgeschwindigkeit nur etwa ein Siebtel der dafür nötigen ersten kosmischen Geschwindigkeit beträgt.

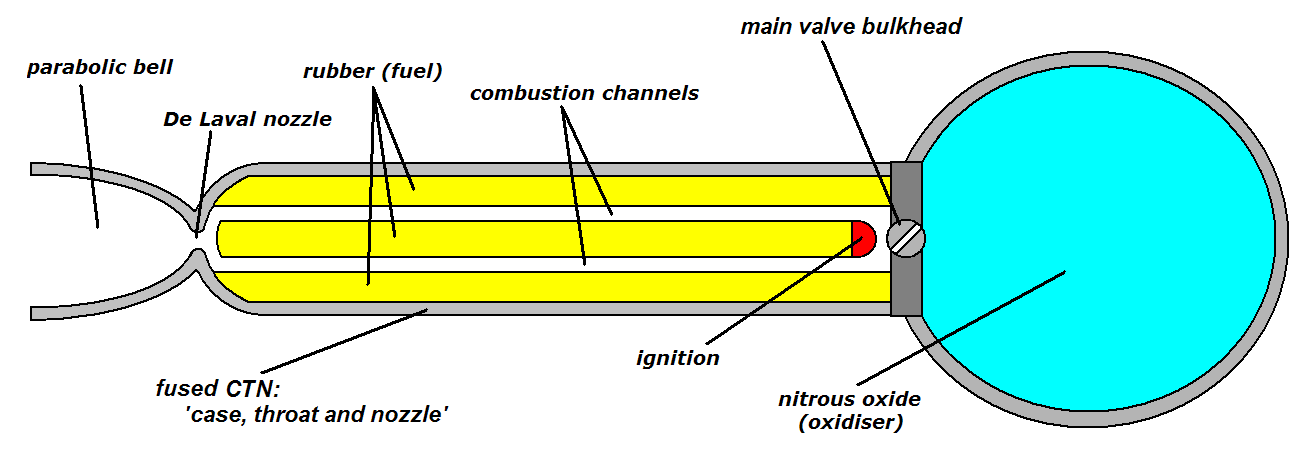
Schema des Hybrid-Raketenmotors

Das Raumfahrzeug erreichte während einer bis zu 84 Sekunden dauernden Brennzeit des Triebwerkes eine Geschwindigkeit bis zu Mach 3,5. Es verwendete ein von dem US-amerikanischen Unternehmen SpaceDev gebautes Hybrid-Raketentriebwerk, dessen Brennkammer den Festtreibstoff Hydroxyl-terminierte Polybutadiene (Hydroxy-terminiertes Poly-Butadien, ähnlich Reifengummi) enthielt. Aus einem Tank wurde als Oxidator flüssiges Lachgas (N2O, Distickstoffmonoxid) hinzugefügt und die Verbrennung über einen Lichtbogen gestartet, wonach der Feststoff von innen abbrannte. Die Lavaldüse ist in klassischer Bauweise ausgelegt und konnte zusammen mit dem Tank wiederverwendet werden; lediglich der Brennstoffeinsatz war auszutauschen.
Beim Start wurde das Flugzeug, ähnlich wie der Sänger, von einem Trägerflugzeug wie dem White Knight in eine Flughöhe von etwa 15 Kilometer getragen und dort ausgeklinkt. Daraufhin zündete das Raketentriebwerk des SpaceShipOne und trieb das Fahrzeug für etwa dreieinhalb Minuten auf eine ballistische Flugbahn, bis in etwa 100 Kilometern Höhe die obere Schicht der Atmosphäre erreicht wurde, wo auch der Weltraum beginnt. In dieser Höhe erscheint der Weltraum bereits als schwarzer Raum und die Erde als blauleuchtende Kugel.
Den Wiedereintritt in die Atmosphäre unterstützte ein Klapp-Mechanismus, der die Trag- und Leitwerksflächen hochklappte und das Raumfahrzeug in einen trudelnden Sinkflug übergehen ließ. Angelehnt an das natürliche Vorbild windfliegender Pflanzensamen wie die des Ahorns, wird diese Phase „feather-configuration“ (Federkonfiguration) genannt. Eine Steuerung war in dieser Flugphase nur in geringem Umfang möglich. Durch die relativ geringen Geschwindigkeiten des Suborbitalflugs, die beim Erreichen der Höchstgeschwindigkeit dünne Luft und durch die geringe Sinkgeschwindigkeit blieben die thermischen Belastungen gering, so dass keine aufwändigen Materialien oder Hitzeschilde notwendig waren.
In etwa 20 Kilometern Höhe wurden die Tragflächen wieder parallel zum Rumpf ausgerichtet und ein klassischer gesteuerter Gleitflug setzte ein. Die Landung erfolgt konventionell; das Fahrwerk besteht aus zwei mit bereiften Einzelrädern ausgerüsteten Hauptfahrwerksbeinen unter dem Mittelrumpf und einer Gleitplatte unter der Rumpfnase. Es wurde durch einen Federmechanismus ausgeklappt und konnte während des Fluges nicht wieder eingezogen werden.

## Startliste
| Flüge des SpaceShipOne mit Triebwerkszündung | Flüge des SpaceShipOne mit Triebwerkszündung | Flüge des SpaceShipOne mit Triebwerkszündung | Flüge des SpaceShipOne mit Triebwerkszündung | Flüge des SpaceShipOne mit Triebwerkszündung |
| Flug-Nr.                                     | Datum                                        | Maximale Geschwindigkeit                     | Maximale Höhe (km)                           | Pilot                                        |
| -------------------------------------------- | -------------------------------------------- | -------------------------------------------- | -------------------------------------------- | -------------------------------------------- |
| 11P                                          | 17. Dezember 2003                            | Mach 1,2                                     | 20,700                                       | Brian Binnie                                 |
| 13P                                          | 8. April 2004                                | Mach 1,6                                     | 32,000                                       | Peter Siebold                                |
| 14P                                          | 13. Mai 2004                                 | Mach 2,5                                     | 64,400                                       | Michael Melvill                              |
| 15P                                          | 21. Juni 2004                                | Mach 2,9                                     | 100,124                                      | Michael Melvill                              |
| 16P                                          | 29. September 2004                           | Mach 3,0                                     | 102,900                                      | Michael Melvill                              |
| 17P                                          | 4. Oktober 2004                              | Mach 3,25                                    | 112,000                                      | Brian Binnie                                 |

## Technische Daten

SpaceShipOne

| Kenngröße                      | Daten                                             |
| ------------------------------ | ------------------------------------------------- |
| Besatzung                      | 1 Pilot                                           |
| Passagiere                     | 2                                                 |
| Länge                          | 8,5 m                                             |
| Spannweite                     | 5,0 m                                             |
| Höhe                           | 2,7 m                                             |
| Flügelfläche                   | 15 m²                                             |
| Flügelstreckung                | 1,7                                               |
| Leermasse (letzter Flug)       | 1200 kg                                           |
| max. Startmasse (letzter Flug) | 3600 kg                                           |
| max. Triebwerksbrennzeit       | 84 s                                              |
| Maximalgeschwindigkeit         | Mach 3,09 (3500 km/h)                             |
| Anfluggeschwindigkeit          | 259 km/h (140 kt) IAS                             |
| Landegeschwindigkeit           | 194–204 km/h (105–110 kt) IAS                     |
| Gleitzahl im Normalflug        | 7 (Fahrwerk eingefahren) 4 (Fahrwerk ausgefahren) |